# A Welsh Singer
A Welsh Singer è un film muto del 1916 diretto e interpretato da Henry Edwards.

## Trama
Myfanwy, una giovane montanara gallese, ed Evan, un pastore, sono innamorati. Il talento di Evan come scultore attira l'attenzione di un ricco turista e i due giovanissimi amanti vengono separati. Lei, che ha una bellissima voce, diventa una grande cantante sotto un altro nome. Quando i due si rivedono, lui però non riconosce in lei la sua antica innamorata.

## Produzione
Il film fu prodotto da Florence Turner per la Turner Film Company, la casa di produzione dell'attrice.

## Distribuzione
Il film uscì nelle sale cinematografiche britanniche nel dicembre 1915. Negli Stati Uniti, fu distribuito il 14 agosto 1916.